# Renanthera vietnamensis
Renanthera vietnamensis är en orkidéart som beskrevs av Leonid Vladimirovitj Averjanov och Rod Rice. Renanthera vietnamensis ingår i släktet Renanthera och familjen orkidéer.
Artens utbredningsområde är Vietnam. Inga underarter finns listade i Catalogue of Life.